# Brachystelma cummingii
Brachystelma cummingii är en oleanderväxtart som beskrevs av A.P.Dold. Brachystelma cummingii ingår i släktet Brachystelma och familjen oleanderväxter. Inga underarter finns listade i Catalogue of Life.